# Adolf Osvald Dubský z Třebomyslic
Adolf Osvald hrabě Dubský z Třebomyslic (německy Adolf Oswald Graf Dubsky von Trebomislitz, 30. června 1878 Athény – 16. listopadu 1953 Wasserburg am Bodensee) byl moravský šlechtic, velkostatkář a rakousko-uherský diplomat. Od mládí působil ve službách rakousko-uherského ministerstva zahraničí, zastával nižší posty na velvyslanectvích v několika evropských zemích, za první světové války zajišťoval spojení mezi vrchním velením c. k. armády a ministerstvem zahraničí. Po zániku monarchie žil v soukromí na svém velkostatku na Moravě (Žádlovice), který mu byl zkonfiskován v roce 1945, poté přesídlil do Německa.

## Život

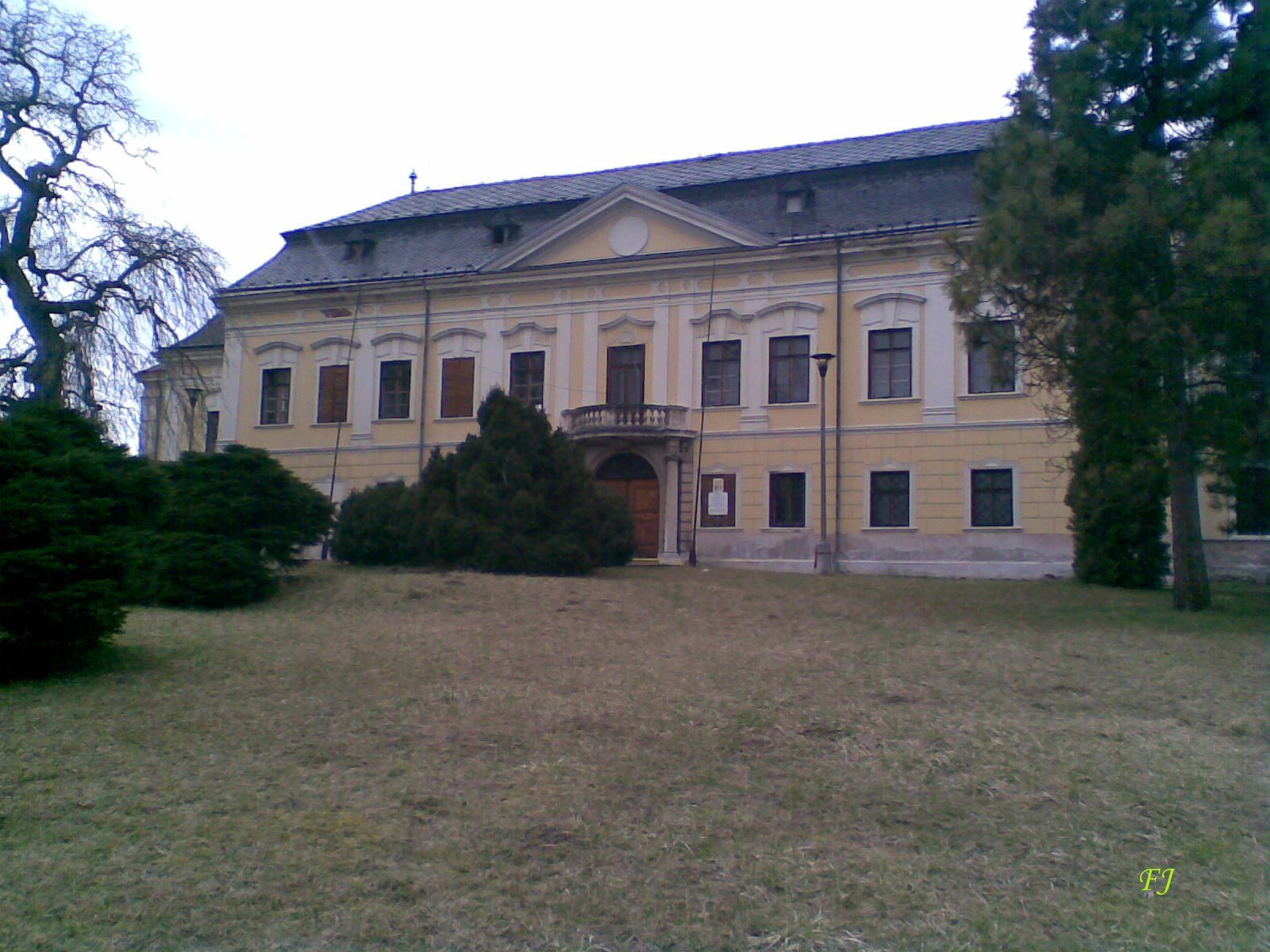
Zámek Žádlovice, majetek Adolfa Dubského 1915–1945

Pocházel ze staré šlechtické rodiny Dubských z Třebomyslic, byl jediným synem diplomata hraběte Viktora Dubského (1834–1915), dlouholetého rakousko-uherského velvyslance ve Španělsku, matka Rosina (1848–1931) patřila ke klášterecké linii Thun-Hohensteinů.
Po studiích absolvoval jednoroční službu v c. k. armádě, mimo aktivní službu byl později povýšen na nadporučíka. V roce 1904 složil diplomatické zkoušky a vstoupil do služeb ministerstva zahraničí, v roce 1905 byl jmenován c. k. komořím. Začínal jako atašé v Istanbulu, v letech 1906–1910 působil v Římě, kde v roce 1909 získal titul vyslaneckého tajemníka II. třídy. V letech 1910–1912 byl vyslaneckým tajemníkem v Drážďanech a v letech 1912–1913 ve Stuttgartu. Jeho posledním zahraničním působištěm byl Londýn (1913–1914), odkud byl po přerušení diplomatických styků na začátku první světové války odvolán. Krátce byl ve stavu disponibility mimo aktivní službu, nakonec během války s titulem legačního tajemníka I. kategorie působil na ministerstvu zahraničí a zajišťoval styk s vrchním velením armády.
Po zániku monarchie žil v soukromí na svých moravských statcích. Během působení v diplomatických službách získal několik ocenění, byl komturem Řádu Františka Josefa, v zahraničí obdržel rytířský kříž italského Řádu sv. Mořice a Lazara, Řádu württemberské koruny a saského Vévodského sasko-ernestinského domácího řádu. Kromě toho byl také čestným rytířem Maltézského řádu.

### Majetkové a rodinné poměry
Po otci zdědil velkostatek Žádlovice na severní Moravě a po matce zámek Neuhaus na předměstí Salzburgu, který poté prodal. K velkostatku Žádlovice patřilo 1.600 hektarů půdy, několik průmyslových provozů a tři polesí. Zámek Žádlovice prošel rozsáhlou rekonstrukcí ještě za Adolfova otce Viktora koncem 19. století. Na zámku byly umístěny hodnotné sbírky španělského umění převezené po roce 1945 na zámek Velké Losiny. Adolf Dubský byl znalcem a milovníkem exotických dřevin, které nechal vysazovat v zámeckém parku. Jeho vášní byl také lov, a proto se věnoval také zřízení obory s chovem daňků a jelenů sika.
V době první republiky vystupovala rodina Dubských aktivně ve prospěch Sudetoněmecké strany, Žádlovice mimo jiné navštívil Konrad Henlein. Na konci druhé světové války byl na žádlovickém zámku umístěn štáb maršála Schörnera. Velkostatek se zámkem byl v roce 1945 zkonfiskován na základě Benešových dekretů a Adolf Dubský se usadil v Německu.

### Manželství a potomstvo
V roce 1907 se ve Vídni oženil s hraběnkou Irenou Lützowovou (1884–1980), dcerou diplomata Jindřicha Lützowa (1852–1935), rakousko-uherského velvyslance v Itálii. Z manželství se narodily tři děti. Oba synové spolu s otcem podporovali aktivity Sudetoněmecké strany a v roce 1938 se podíleli na anšlusu Rakouska. Za druhé světové války sloužili ve wehrmachtu, starší Osvald (1908–1942) padl na východní frontě, mladší Eugen (1914–1944) zemřel na následky válečných zranění v Německu. Dcera Eleonora (1917–1941) zemřela svobodná ve Vídni.